# Eleições autárquicas de 2021 em Ponta Delgada
As eleições autárquicas de 2021 serviram para eleger os membros dos diferentes órgãos do poder local do concelho de Ponta Delgada.
O Partido Social Democrata, agora com Pedro Nascimento Cabral como candidato, voltou a vencer as eleições e a manter controlo sobre uma câmara que, exceto entre 1989 a 1993, foi sempre social-democrata. O PSD vencia ao obter 48,8% dos votos e 5 vereadores.
O Partido Socialista voltou a não conseguir conquistar a mais importante câmara dos Açores, inclusivamente perdendo votos em comparação a 2017, ao ficar-se pelos 37,3% e 4 vereadores.

## Candidatos
| Partido | Partido                        | Votos                   |
| ------- | ------------------------------ | ----------------------- |
|         | Partido Social Democrata       | Pedro Nascimento Cabral |
|         | Partido Socialista             | André Viveiros          |
|         | Bloco de Esquerda              | Vera Pires              |
|         | Pessoas–Animais–Natureza       | Dinarte Pimentel        |
|         | Coligação Democrática Unitária | Rui Teixeira            |
|         | CHEGA                          | Luís Franco             |
|         | Iniciativa Liberal             | Luís Miguel Quental     |

## Resultados Oficiais
Os resultados para os diferentes órgãos do poder local no concelho de Ponta Delgada foram os seguintes:

### Câmara Municipal
| Partido                 | Partido                        | Votos  | %               | +/-  | Vereadores | +/-     |
| ----------------------- | ------------------------------ | ------ | --------------- | ---- | ---------- | ------- |
|                         | Partido Social Democrata       | 14 059 | 48,76 / 100,00  | 2,52 | 5 / 9      | Estável |
|                         | Partido Socialista             | 10 763 | 37,33 / 100,00  | 1,78 | 4 / 9      | Estável |
|                         | Bloco de Esquerda              | 789    | 2,74 / 100,00   | 0,68 | 0 / 9      | Estável |
|                         | Iniciativa Liberal             | 782    | 2,71 / 100,00   | Novo | 0 / 9      | Novo    |
|                         | Pessoas–Animais–Natureza       | 586    | 2,03 / 100,00   | 0,23 | 0 / 9      | Estável |
|                         | CHEGA                          | 554    | 1,92 / 100,00   | Novo | 0 / 9      | Novo    |
|                         | Coligação Democrática Unitária | 344    | 1,19 / 100,00   | 0,14 | 0 / 9      | Estável |
| Votos Inválidos         | Votos Inválidos                | 957    | 3,32 / 100,00   | 0,49 |            |         |
| Total                   | Total                          | 28 834 | 100,00 / 100,00 |      | 9 / 9      |         |
| Eleitorado/Participação | Eleitorado/Participação        | 65 200 | 44,22 / 100,00  | 1,50 |            |         |

### Assembleia Municipal
| Partido                 | Partido                        | Votos  | %               | +/-  | Deputados | +/-     |
| ----------------------- | ------------------------------ | ------ | --------------- | ---- | --------- | ------- |
|                         | Partido Social Democrata       | 13 283 | 46,08 / 100,00  | 0,14 | 14 / 27   | Estável |
|                         | Partido Socialista             | 10 727 | 37,21 / 100,00  | 4,24 | 11 / 27   | 1       |
|                         | Iniciativa Liberal             | 953    | 3,51 / 100,00   | Novo | 1 / 27    | Novo    |
|                         | Bloco de Esquerda              | 939    | 3,26 / 100,00   | 0,28 | 1 / 27    | Estável |
|                         | Pessoas–Animais–Natureza       | 736    | 2,55 / 100,00   | 0,23 | 0 / 27    | Estável |
|                         | CHEGA                          | 719    | 2,49 / 100,00   | Novo | 0 / 27    | Novo    |
|                         | Coligação Democrática Unitária | 405    | 1,40 / 100,00   | 0,18 | 0 / 27    | Estável |
| Votos Inválidos         | Votos Inválidos                | 1 067  | 3,70 / 100,00   | 0,42 |           |         |
| Total                   | Total                          | 28 829 | 100,00 / 100,00 |      | 27 / 27   |         |
| Eleitorado/Participação | Eleitorado/Participação        | 65 200 | 44,22 / 100,00  | 1,49 |           |         |

### Juntas de Freguesia
| Partido                 | Partido                        | Votos  | %               | +/-  | Presidentes | +/-     | Mandatos  | +/-     |
| ----------------------- | ------------------------------ | ------ | --------------- | ---- | ----------- | ------- | --------- | ------- |
|                         | Partido Social Democrata       | 13 718 | 47,57 / 100,00  | 6,15 | 11 / 24     | 2       | 104 / 216 | 9       |
|                         | Partido Socialista             | 11 782 | 40,86 / 100,00  | 7,60 | 11 / 24     | 3       | 95 / 216  | 17      |
|                         | Grupo de Cidadãos              | 1 148  | 3,98 / 100,00   | 0,93 | 2 / 24      | 1       | 16 / 216  | 7       |
|                         | Iniciativa Liberal             | 377    | 1,31 / 100,00   | Novo | 0 / 24      | Novo    | 1 / 216   | Novo    |
|                         | Bloco de Esquerda              | 288    | 1,00 / 100,00   | 0,06 | 0 / 24      | Estável | 0 / 216   | Estável |
|                         | Coligação Democrática Unitária | 194    | 0,67 / 100,00   | 0,79 | 0 / 24      | Estável | 0 / 216   | Estável |
| Votos Inválidos         | Votos Inválidos                | 1 328  | 4,61 / 100,00   | 0,54 |             |         |           |         |
| Total                   | Total                          | 28 835 | 100,00 / 100,00 |      | 24 / 24     |         | 216 / 216 |         |
| Eleitorado/Participação | Eleitorado/Participação        | 65 200 | 44,23 / 100,00  | 0,83 |             |         |           |         |

## Resultados por Freguesia

### Câmara Municipal
| Freguesia                     | %     | %     | %    | %    | %    | %    | %    | Votantes |
| Freguesia                     | PSD   | PS    | BE   | IL   | PAN  | CH   | CDU  | Votantes |
| ----------------------------- | ----- | ----- | ---- | ---- | ---- | ---- | ---- | -------- |
| Freguesia                     |       |       |      |      |      |      |      | Votantes |
| Ajuda da Bretanha             | 51,31 | 41,81 | 0    | 0,48 | 1,19 | 1,43 | 0,95 | 421      |
| Arrifes                       | 42,42 | 46,43 | 2,04 | 0,90 | 1,54 | 2,58 | 0,82 | 2 789    |
| Candelária                    | 44,79 | 39,23 | 1,45 | 1,94 | 1,94 | 2,91 | 1,69 | 413      |
| Capelas                       | 38,91 | 52,87 | 1,64 | 1,39 | 1,39 | 0,67 | 0,77 | 1 948    |
| Covoada                       | 42,72 | 51,18 | 0,97 | 0,97 | 1,11 | 1,53 | 0,42 | 721      |
| Fajã de Baixo                 | 46,56 | 36,59 | 2,93 | 4,91 | 2,40 | 1,92 | 1,17 | 1 875    |
| Fajã de Cima                  | 47,46 | 40,91 | 3,28 | 2,11 | 2,73 | 1,17 | 0,55 | 1 281    |
| Fenais da Luz                 | 54,46 | 32,26 | 3,01 | 1,87 | 3,22 | 2,59 | 0,73 | 964      |
| Feteiras                      | 39,36 | 52,56 | 0,80 | 0    | 1,59 | 1,14 | 1,02 | 879      |
| Ginetes                       | 50,00 | 42,61 | 0,71 | 1,56 | 0,71 | 1,99 | 0,99 | 704      |
| Mosteiros                     | 70,68 | 24,23 | 0,31 | 0    | 0,77 | 0,62 | 1,39 | 648      |
| Pilar da Bretanha             | 46,53 | 44,55 | 1,73 | 0,50 | 0,74 | 2,23 | 0,50 | 404      |
| Ponta Delgada (São José)      | 48,92 | 30,18 | 4,88 | 5,36 | 2,44 | 2,34 | 1,96 | 2 091    |
| Ponta Delgada (São Pedro)     | 48,42 | 30,26 | 5,07 | 5,07 | 2,61 | 2,57 | 1,71 | 2 683    |
| Ponta Delgada (São Sebastião) | 54,36 | 26,56 | 4,51 | 4,33 | 2,19 | 2,13 | 1,90 | 1 687    |
| Relva                         | 56,12 | 27,51 | 3,11 | 2,19 | 2,74 | 2,10 | 1,46 | 1 094    |
| Remédios                      | 47,44 | 44,20 | 1,71 | 0,51 | 1,02 | 1,54 | 0,85 | 586      |
| Rosto do Cão (Livramento)     | 61,38 | 25,03 | 3,03 | 3,09 | 1,95 | 1,68 | 0,92 | 1 846    |
| Rosto do Cão (São Roque)      | 41,74 | 37,74 | 3,72 | 4,61 | 2,55 | 3,17 | 1,86 | 1 452    |
| Santa Bárbara                 | 37,76 | 53,62 | 0,52 | 0,34 | 3,10 | 1,03 | 0,86 | 580      |
| Santa Clara                   | 45,63 | 32,58 | 3,34 | 4,91 | 2,75 | 2,26 | 2,75 | 1 019    |
| Santo António                 | 62,10 | 32,20 | 1,01 | 0,37 | 1,29 | 0,83 | 0,28 | 1 087    |
| São Vicente Ferreira          | 59,53 | 27,61 | 2,07 | 2,42 | 2,16 | 2,07 | 0,60 | 1 159    |
| Sete Cidades                  | 27,83 | 67,00 | 0    | 1,39 | 0,99 | 0,40 | 0,40 | 503      |
| Ponta Delgada                 | 48,76 | 37,33 | 2,74 | 2,71 | 2,03 | 1,92 | 1,19 | 28 834   |

#### Ajuda da Bretanha
| Partido                 | Partido                        | Votos | %               | +/-  |
| ----------------------- | ------------------------------ | ----- | --------------- | ---- |
|                         | Partido Social Democrata       | 216   | 51,31 / 100,00  | 4,06 |
|                         | Partido Socialista             | 176   | 41,81 / 100,00  | 1,16 |
|                         | CHEGA                          | 6     | 1,43 / 100,00   | Novo |
|                         | Pessoas–Animais–Natureza       | 5     | 1,19 / 100,00   | 0,49 |
|                         | Coligação Democrática Unitária | 4     | 0,95 / 100,00   | 0,48 |
|                         | Iniciativa Liberal             | 2     | 0,48 / 100,00   | Novo |
|                         | Bloco de Esquerda              | 0     | 0,00 / 100,00   | 0,70 |
| Votos Inválidos         | Votos Inválidos                | 12    | 2,85 / 100,00   | 1,22 |
| Total                   | Total                          | 421   | 100,00 / 100,00 |      |
| Eleitorado/Participação | Eleitorado/Participação        | 669   | 62,93 / 100,00  | 0,10 |

#### Arrifes
| Partido                 | Partido                        | Votos | %               | +/-  |
| ----------------------- | ------------------------------ | ----- | --------------- | ---- |
|                         | Partido Socialista             | 1 295 | 46,43 / 100,00  | 9,60 |
|                         | Partido Social Democrata       | 1 183 | 42,42 / 100,00  | 4,72 |
|                         | CHEGA                          | 72    | 2,58 / 100,00   | Novo |
|                         | Bloco de Esquerda              | 57    | 2,04 / 100,00   | 1,08 |
|                         | Pessoas–Animais–Natureza       | 43    | 1,54 / 100,00   | 0,61 |
|                         | Iniciativa Liberal             | 25    | 0,90 / 100,00   | Novo |
|                         | Coligação Democrática Unitária | 23    | 0,82 / 100,00   | 0,31 |
| Votos Inválidos         | Votos Inválidos                | 91    | 3,27 / 100,00   | 0,53 |
| Total                   | Total                          | 2 789 | 100,00 / 100,00 |      |
| Eleitorado/Participação | Eleitorado/Participação        | 6 729 | 41,45 / 100,00  | 3,14 |

#### Candelária
| Partido                 | Partido                        | Votos | %               | +/-   |
| ----------------------- | ------------------------------ | ----- | --------------- | ----- |
|                         | Partido Social Democrata       | 185   | 44,79 / 100,00  | 9,41  |
|                         | Partido Socialista             | 162   | 39,23 / 100,00  | 23,33 |
|                         | CHEGA                          | 12    | 2,91 / 100,00   | Novo  |
|                         | Iniciativa Liberal             | 8     | 1,94 / 100,00   | Novo  |
|                         | Pessoas–Animais–Natureza       | 8     | 1,94 / 100,00   | 1,77  |
|                         | Coligação Democrática Unitária | 7     | 1,69 / 100,00   | 1,01  |
|                         | Bloco de Esquerda              | 6     | 1,45 / 100,00   | 0,94  |
| Votos Inválidos         | Votos Inválidos                | 25    | 6,05 / 100,00   | 5,88  |
| Total                   | Total                          | 413   | 100,00 / 100,00 |       |
| Eleitorado/Participação | Eleitorado/Participação        | 972   | 42,49 / 100,00  | 18,07 |

#### Capelas
| Partido                 | Partido                        | Votos | %               | +/-  |
| ----------------------- | ------------------------------ | ----- | --------------- | ---- |
|                         | Partido Socialista             | 1 030 | 52,87 / 100,00  | 6,43 |
|                         | Partido Social Democrata       | 758   | 38,91 / 100,00  | 6,35 |
|                         | Bloco de Esquerda              | 32    | 1,64 / 100,00   | 0,76 |
|                         | Iniciativa Liberal             | 27    | 1,39 / 100,00   | Novo |
|                         | Pessoas–Animais–Natureza       | 27    | 1,39 / 100,00   | 0,14 |
|                         | Coligação Democrática Unitária | 15    | 0,77 / 100,00   | 0,11 |
|                         | CHEGA                          | 13    | 0,67 / 100,00   | Novo |
| Votos Inválidos         | Votos Inválidos                | 46    | 2,36 / 100,00   | 0,94 |
| Total                   | Total                          | 1 948 | 100,00 / 100,00 |      |
| Eleitorado/Participação | Eleitorado/Participação        | 3 741 | 52,07 / 100,00  | 6,11 |

#### Covoada
| Partido                 | Partido                        | Votos | %               | +/-  |
| ----------------------- | ------------------------------ | ----- | --------------- | ---- |
|                         | Partido Socialista             | 369   | 51,18 / 100,00  | 7,46 |
|                         | Partido Social Democrata       | 308   | 42,72 / 100,00  | 7,94 |
|                         | CHEGA                          | 11    | 1,53 / 100,00   | Novo |
|                         | Pessoas–Animais–Natureza       | 8     | 1,11 / 100,00   | 0,22 |
|                         | Bloco de Esquerda              | 7     | 0,97 / 100,00   | 0,08 |
|                         | Iniciativa Liberal             | 7     | 0,97 / 100,00   | Novo |
|                         | Coligação Democrática Unitária | 3     | 0,42 / 100,00   | 0,12 |
| Votos Inválidos         | Votos Inválidos                | 8     | 1,11 / 100,00   | 0,22 |
| Total                   | Total                          | 721   | 100,00 / 100,00 |      |
| Eleitorado/Participação | Eleitorado/Participação        | 1 150 | 62,70 / 100,00  | 5,67 |

#### Fajã de Baixo
| Partido                 | Partido                        | Votos | %               | +/-  |
| ----------------------- | ------------------------------ | ----- | --------------- | ---- |
|                         | Partido Social Democrata       | 873   | 46,56 / 100,00  | 5,44 |
|                         | Partido Socialista             | 686   | 36,59 / 100,00  | 0,83 |
|                         | Iniciativa Liberal             | 92    | 4,91 / 100,00   | Novo |
|                         | Bloco de Esquerda              | 55    | 2,93 / 100,00   | 0,52 |
|                         | Pessoas–Animais–Natureza       | 45    | 2,40 / 100,00   | 0,86 |
|                         | CHEGA                          | 36    | 1,92 / 100,00   | Novo |
|                         | Coligação Democrática Unitária | 22    | 1,17 / 100,00   | 0,42 |
| Votos Inválidos         | Votos Inválidos                | 66    | 3,52 / 100,00   | 0,68 |
| Total                   | Total                          | 1 875 | 100,00 / 100,00 |      |
| Eleitorado/Participação | Eleitorado/Participação        | 4 687 | 40,00 / 100,00  | 1,83 |

#### Fajã de Cima
| Partido                 | Partido                        | Votos | %               | +/-  |
| ----------------------- | ------------------------------ | ----- | --------------- | ---- |
|                         | Partido Social Democrata       | 608   | 47,46 / 100,00  | 9,73 |
|                         | Partido Socialista             | 524   | 40,91 / 100,00  | 7,63 |
|                         | Bloco de Esquerda              | 42    | 3,28 / 100,00   | 1,18 |
|                         | Pessoas–Animais–Natureza       | 35    | 2,73 / 100,00   | 0,79 |
|                         | Iniciativa Liberal             | 27    | 2,11 / 100,00   | Novo |
|                         | CHEGA                          | 15    | 1,17 / 100,00   | Novo |
|                         | Coligação Democrática Unitária | 7     | 0,55 / 100,00   | 0,10 |
| Votos Inválidos         | Votos Inválidos                | 23    | 1,79 / 100,00   | 1,19 |
| Total                   | Total                          | 1 281 | 100,00 / 100,00 |      |
| Eleitorado/Participação | Eleitorado/Participação        | 3 091 | 41,44 / 100,00  | 0,64 |

#### Fenais da Luz
| Partido                 | Partido                        | Votos | %               | +/-  |
| ----------------------- | ------------------------------ | ----- | --------------- | ---- |
|                         | Partido Social Democrata       | 525   | 54,46 / 100,00  | 6,95 |
|                         | Partido Socialista             | 311   | 32,26 / 100,00  | 1,10 |
|                         | Pessoas–Animais–Natureza       | 31    | 3,22 / 100,00   | 1,69 |
|                         | Bloco de Esquerda              | 29    | 3,01 / 100,00   | 1,18 |
|                         | CHEGA                          | 25    | 2,59 / 100,00   | Novo |
|                         | Iniciativa Liberal             | 18    | 1,87 / 100,00   | Novo |
|                         | Coligação Democrática Unitária | 7     | 0,73 / 100,00   | 0,42 |
| Votos Inválidos         | Votos Inválidos                | 18    | 1,86 / 100,00   | 0,23 |
| Total                   | Total                          | 964   | 100,00 / 100,00 |      |
| Eleitorado/Participação | Eleitorado/Participação        | 1 964 | 49,08 / 100,00  | 5,63 |

#### Feteiras
| Partido                 | Partido                        | Votos | %               | +/-  |
| ----------------------- | ------------------------------ | ----- | --------------- | ---- |
|                         | Partido Socialista             | 462   | 52,56 / 100,00  | 5,67 |
|                         | Partido Social Democrata       | 346   | 39,36 / 100,00  | 8,97 |
|                         | Pessoas–Animais–Natureza       | 14    | 1,59 / 100,00   | 1,11 |
|                         | CHEGA                          | 10    | 1,14 / 100,00   | Novo |
|                         | Coligação Democrática Unitária | 9     | 1,02 / 100,00   | 0,42 |
|                         | Bloco de Esquerda              | 7     | 0,80 / 100,00   | 0,68 |
|                         | Iniciativa Liberal             | 0     | 0,00 / 100,00   | Novo |
| Votos Inválidos         | Votos Inválidos                | 31    | 3,53 / 100,00   | 1,01 |
| Total                   | Total                          | 879   | 100,00 / 100,00 |      |
| Eleitorado/Participação | Eleitorado/Participação        | 1 424 | 61,73 / 100,00  | 2,14 |

#### Ginetes
| Partido                 | Partido                        | Votos | %               | +/-  |
| ----------------------- | ------------------------------ | ----- | --------------- | ---- |
|                         | Partido Social Democrata       | 352   | 50,00 / 100,00  | 5,79 |
|                         | Partido Socialista             | 300   | 42,61 / 100,00  | 4,33 |
|                         | CHEGA                          | 14    | 1,99 / 100,00   | Novo |
|                         | Iniciativa Liberal             | 11    | 1,56 / 100,00   | Novo |
|                         | Coligação Democrática Unitária | 7     | 0,99 / 100,00   | 0,14 |
|                         | Bloco de Esquerda              | 5     | 0,71 / 100,00   | 0,15 |
|                         | Pessoas–Animais–Natureza       | 5     | 0,71 / 100,00   | 0,70 |
| Votos Inválidos         | Votos Inválidos                | 10    | 1,42 / 100,00   | 0,70 |
| Total                   | Total                          | 704   | 100,00 / 100,00 |      |
| Eleitorado/Participação | Eleitorado/Participação        | 1 112 | 63,31 / 100,00  | 0,36 |

#### Mosteiros
| Partido                 | Partido                        | Votos | %               | +/-  |
| ----------------------- | ------------------------------ | ----- | --------------- | ---- |
|                         | Partido Social Democrata       | 458   | 70,68 / 100,00  | 4,25 |
|                         | Partido Socialista             | 157   | 24,23 / 100,00  | 4,10 |
|                         | Coligação Democrática Unitária | 9     | 1,39 / 100,00   | 0,54 |
|                         | Pessoas–Animais–Natureza       | 5     | 0,77 / 100,00   | 0,20 |
|                         | CHEGA                          | 4     | 0,62 / 100,00   | Novo |
|                         | Bloco de Esquerda              | 2     | 0,31 / 100,00   | 0,40 |
|                         | Iniciativa Liberal             | 0     | 0,00 / 100,00   | Novo |
| Votos Inválidos         | Votos Inválidos                | 13    | 2,00 / 100,00   | 0,72 |
| Total                   | Total                          | 648   | 100,00 / 100,00 |      |
| Eleitorado/Participação | Eleitorado/Participação        | 1 050 | 61,71 / 100,00  | 3,54 |

#### Pilar da Bretanha
| Partido                 | Partido                        | Votos | %               | +/-  |
| ----------------------- | ------------------------------ | ----- | --------------- | ---- |
|                         | Partido Social Democrata       | 188   | 46,53 / 100,00  | 5,37 |
|                         | Partido Socialista             | 180   | 44,55 / 100,00  | 0,47 |
|                         | CHEGA                          | 9     | 2,23 / 100,00   | Novo |
|                         | Bloco de Esquerda              | 7     | 1,73 / 100,00   | 1,02 |
|                         | Pessoas–Animais–Natureza       | 3     | 0,74 / 100,00   | 0,03 |
|                         | Iniciativa Liberal             | 2     | 0,50 / 100,00   | Novo |
|                         | Coligação Democrática Unitária | 2     | 0,50 / 100,00   | 0,50 |
| Votos Inválidos         | Votos Inválidos                | 13    | 3,22 / 100,00   | 2,03 |
| Total                   | Total                          | 404   | 100,00 / 100,00 |      |
| Eleitorado/Participação | Eleitorado/Participação        | 601   | 67,22 / 100,00  | 2,07 |

#### Ponta Delgada (São José)
| Partido                 | Partido                        | Votos | %               | +/-  |
| ----------------------- | ------------------------------ | ----- | --------------- | ---- |
|                         | Partido Social Democrata       | 1 023 | 48,92 / 100,00  | 3,24 |
|                         | Partido Socialista             | 631   | 30,18 / 100,00  | 3,82 |
|                         | Iniciativa Liberal             | 112   | 5,36 / 100,00   | Novo |
|                         | Bloco de Esquerda              | 102   | 4,88 / 100,00   | 1,43 |
|                         | Pessoas–Animais–Natureza       | 51    | 2,44 / 100,00   | 0,23 |
|                         | CHEGA                          | 49    | 2,34 / 100,00   | Novo |
|                         | Coligação Democrática Unitária | 41    | 1,96 / 100,00   | 0,17 |
| Votos Inválidos         | Votos Inválidos                | 82    | 3,92 / 100,00   | 0,83 |
| Total                   | Total                          | 2 091 | 100,00 / 100,00 |      |
| Eleitorado/Participação | Eleitorado/Participação        | 5 836 | 35,83 / 100,00  | 1,46 |

#### Ponta Delgada (São Pedro)
| Partido                 | Partido                        | Votos | %               | +/-  |
| ----------------------- | ------------------------------ | ----- | --------------- | ---- |
|                         | Partido Social Democrata       | 1 299 | 48,42 / 100,00  | 3,70 |
|                         | Partido Socialista             | 812   | 30,26 / 100,00  | 2,04 |
|                         | Bloco de Esquerda              | 136   | 5,07 / 100,00   | 1,00 |
|                         | Iniciativa Liberal             | 136   | 5,07 / 100,00   | Novo |
|                         | Pessoas–Animais–Natureza       | 70    | 2,61 / 100,00   | 0,67 |
|                         | CHEGA                          | 69    | 2,57 / 100,00   | Novo |
|                         | Coligação Democrática Unitária | 46    | 1,71 / 100,00   | 0,14 |
| Votos Inválidos         | Votos Inválidos                | 115   | 4,28 / 100,00   | 0,82 |
| Total                   | Total                          | 2 683 | 100,00 / 100,00 |      |
| Eleitorado/Participação | Eleitorado/Participação        | 7 502 | 35,76 / 100,00  | 2,37 |

#### Ponta Delgada (São Sebastião)
| Partido                 | Partido                        | Votos | %               | +/-  |
| ----------------------- | ------------------------------ | ----- | --------------- | ---- |
|                         | Partido Social Democrata       | 917   | 54,36 / 100,00  | 4,10 |
|                         | Partido Socialista             | 448   | 26,56 / 100,00  | 1,08 |
|                         | Bloco de Esquerda              | 76    | 4,51 / 100,00   | 0,86 |
|                         | Iniciativa Liberal             | 73    | 4,33 / 100,00   | Novo |
|                         | Pessoas–Animais–Natureza       | 37    | 2,19 / 100,00   | 0,66 |
|                         | CHEGA                          | 36    | 2,13 / 100,00   | Novo |
|                         | Coligação Democrática Unitária | 32    | 1,90 / 100,00   | 0,36 |
| Votos Inválidos         | Votos Inválidos                | 68    | 4,03 / 100,00   | 0,96 |
| Total                   | Total                          | 1 687 | 100,00 / 100,00 |      |
| Eleitorado/Participação | Eleitorado/Participação        | 4 259 | 39,61 / 100,00  | 2,26 |

#### Relva
| Partido                 | Partido                        | Votos | %               | +/-  |
| ----------------------- | ------------------------------ | ----- | --------------- | ---- |
|                         | Partido Social Democrata       | 614   | 56,12 / 100,00  | 3,91 |
|                         | Partido Socialista             | 301   | 27,51 / 100,00  | 0,46 |
|                         | Bloco de Esquerda              | 34    | 3,11 / 100,00   | 0,40 |
|                         | Pessoas–Animais–Natureza       | 30    | 2,74 / 100,00   | 0,56 |
|                         | Iniciativa Liberal             | 24    | 2,19 / 100,00   | Novo |
|                         | CHEGA                          | 23    | 2,10 / 100,00   | Novo |
|                         | Coligação Democrática Unitária | 16    | 1,46 / 100,00   | 0,33 |
| Votos Inválidos         | Votos Inválidos                | 52    | 4,76 / 100,00   | 0,83 |
| Total                   | Total                          | 1 094 | 100,00 / 100,00 |      |
| Eleitorado/Participação | Eleitorado/Participação        | 2 714 | 40,31 / 100,00  | 2,09 |

#### Remédios
| Partido                 | Partido                        | Votos | %               | +/-  |
| ----------------------- | ------------------------------ | ----- | --------------- | ---- |
|                         | Partido Social Democrata       | 278   | 47,44 / 100,00  | 2,24 |
|                         | Partido Socialista             | 259   | 44,20 / 100,00  | 1,59 |
|                         | Bloco de Esquerda              | 10    | 1,71 / 100,00   | 0,58 |
|                         | CHEGA                          | 9     | 1,54 / 100,00   | Novo |
|                         | Pessoas–Animais–Natureza       | 6     | 1,02 / 100,00   | 0,53 |
|                         | Coligação Democrática Unitária | 5     | 0,85 / 100,00   | 0,53 |
|                         | Iniciativa Liberal             | 3     | 0,51 / 100,00   | Novo |
| Votos Inválidos         | Votos Inválidos                | 16    | 2,73 / 100,00   | 1,44 |
| Total                   | Total                          | 586   | 100,00 / 100,00 |      |
| Eleitorado/Participação | Eleitorado/Participação        | 816   | 71,81 / 100,00  | 0,30 |

#### Rosto do Cão (Livramento)
| Partido                 | Partido                        | Votos | %               | +/-  |
| ----------------------- | ------------------------------ | ----- | --------------- | ---- |
|                         | Partido Social Democrata       | 1 133 | 61,38 / 100,00  | 1,30 |
|                         | Partido Socialista             | 462   | 25,03 / 100,00  | 2,52 |
|                         | Iniciativa Liberal             | 57    | 3,09 / 100,00   | Novo |
|                         | Bloco de Esquerda              | 56    | 3,03 / 100,00   | 0,45 |
|                         | Pessoas–Animais–Natureza       | 36    | 1,95 / 100,00   | 0,46 |
|                         | CHEGA                          | 31    | 1,68 / 100,00   | Novo |
|                         | Coligação Democrática Unitária | 17    | 0,92 / 100,00   | 0,36 |
| Votos Inválidos         | Votos Inválidos                | 54    | 2,92 / 100,00   | 0,05 |
| Total                   | Total                          | 1 846 | 100,00 / 100,00 |      |
| Eleitorado/Participação | Eleitorado/Participação        | 4 154 | 44,44 / 100,00  | 0,17 |

#### Rosto do Cão (São Roque)
| Partido                 | Partido                        | Votos | %               | +/-   |
| ----------------------- | ------------------------------ | ----- | --------------- | ----- |
|                         | Partido Social Democrata       | 606   | 41,74 / 100,00  | 2,51  |
|                         | Partido Socialista             | 548   | 37,74 / 100,00  | 13,34 |
|                         | Iniciativa Liberal             | 67    | 4,61 / 100,00   | Novo  |
|                         | Bloco de Esquerda              | 54    | 3,72 / 100,00   | 1,57  |
|                         | CHEGA                          | 46    | 3,17 / 100,00   | Novo  |
|                         | Pessoas–Animais–Natureza       | 37    | 2,55 / 100,00   | 0,45  |
|                         | Coligação Democrática Unitária | 27    | 1,86 / 100,00   | 0,73  |
| Votos Inválidos         | Votos Inválidos                | 67    | 4,61 / 100,00   | 1,72  |
| Total                   | Total                          | 1 452 | 100,00 / 100,00 |       |
| Eleitorado/Participação | Eleitorado/Participação        | 4 506 | 32,22 / 100,00  | 7,23  |

#### Santa Bárbara
| Partido                 | Partido                        | Votos | %               | +/-  |
| ----------------------- | ------------------------------ | ----- | --------------- | ---- |
|                         | Partido Socialista             | 311   | 53,62 / 100,00  | 7,33 |
|                         | Partido Social Democrata       | 219   | 37,76 / 100,00  | 9,59 |
|                         | Pessoas–Animais–Natureza       | 18    | 3,10 / 100,00   | 1,33 |
|                         | CHEGA                          | 6     | 1,03 / 100,00   | Novo |
|                         | Coligação Democrática Unitária | 5     | 0,86 / 100,00   | 0,68 |
|                         | Bloco de Esquerda              | 3     | 0,52 / 100,00   | 0,01 |
|                         | Iniciativa Liberal             | 2     | 0,34 / 100,00   | Novo |
| Votos Inválidos         | Votos Inválidos                | 16    | 2,75 / 100,00   | 0,10 |
| Total                   | Total                          | 580   | 100,00 / 100,00 |      |
| Eleitorado/Participação | Eleitorado/Participação        | 773   | 75,03 / 100,00  | 0,34 |

#### Santa Clara
| Partido                 | Partido                        | Votos | %               | +/-  |
| ----------------------- | ------------------------------ | ----- | --------------- | ---- |
|                         | Partido Social Democrata       | 465   | 45,63 / 100,00  | 6,67 |
|                         | Partido Socialista             | 332   | 32,58 / 100,00  | 1,42 |
|                         | Iniciativa Liberal             | 50    | 4,91 / 100,00   | Novo |
|                         | Bloco de Esquerda              | 34    | 3,34 / 100,00   | 0,08 |
|                         | Pessoas–Animais–Natureza       | 28    | 2,75 / 100,00   | 0,16 |
|                         | Coligação Democrática Unitária | 28    | 2,75 / 100,00   | 0,45 |
|                         | CHEGA                          | 23    | 2,26 / 100,00   | Novo |
| Votos Inválidos         | Votos Inválidos                | 59    | 5,79 / 100,00   | 2,35 |
| Total                   | Total                          | 1 019 | 100,00 / 100,00 |      |
| Eleitorado/Participação | Eleitorado/Participação        | 2 908 | 35,04 / 100,00  | 1,29 |

#### Santo António
| Partido                 | Partido                        | Votos | %               | +/-   |
| ----------------------- | ------------------------------ | ----- | --------------- | ----- |
|                         | Partido Social Democrata       | 675   | 62,10 / 100,00  | 18,88 |
|                         | Partido Socialista             | 350   | 32,20 / 100,00  | 18,77 |
|                         | Pessoas–Animais–Natureza       | 14    | 1,29 / 100,00   | 0,58  |
|                         | Bloco de Esquerda              | 11    | 1,01 / 100,00   | 0,32  |
|                         | CHEGA                          | 9     | 0,83 / 100,00   | Novo  |
|                         | Iniciativa Liberal             | 4     | 0,37 / 100,00   | Novo  |
|                         | Coligação Democrática Unitária | 3     | 0,28 / 100,00   | 0,33  |
| Votos Inválidos         | Votos Inválidos                | 21    | 1,93 / 100,00   | 0,41  |
| Total                   | Total                          | 1 087 | 100,00 / 100,00 |       |
| Eleitorado/Participação | Eleitorado/Participação        | 1 634 | 66,52 / 100,00  | 7,03  |

#### São Vicente Ferreira
| Partido                 | Partido                        | Votos | %               | +/-  |
| ----------------------- | ------------------------------ | ----- | --------------- | ---- |
|                         | Partido Social Democrata       | 690   | 59,53 / 100,00  | 7,99 |
|                         | Partido Socialista             | 320   | 27,61 / 100,00  | 5,19 |
|                         | Iniciativa Liberal             | 28    | 2,42 / 100,00   | Novo |
|                         | Pessoas–Animais–Natureza       | 25    | 2,16 / 100,00   | 0,57 |
|                         | Bloco de Esquerda              | 24    | 2,07 / 100,00   | 0,30 |
|                         | CHEGA                          | 24    | 2,07 / 100,00   | Novo |
|                         | Coligação Democrática Unitária | 7     | 0,60 / 100,00   | 0,19 |
| Votos Inválidos         | Votos Inválidos                | 41    | 3,54 / 100,00   | 0,10 |
| Total                   | Total                          | 1 159 | 100,00 / 100,00 |      |
| Eleitorado/Participação | Eleitorado/Participação        | 2 245 | 51,63 / 100,00  | 0,75 |

#### Sete Cidades
| Partido                 | Partido                        | Votos | %               | +/-   |
| ----------------------- | ------------------------------ | ----- | --------------- | ----- |
|                         | Partido Socialista             | 337   | 67,00 / 100,00  | 7,89  |
|                         | Partido Social Democrata       | 140   | 27,83 / 100,00  | 10,27 |
|                         | Iniciativa Liberal             | 7     | 1,39 / 100,00   | Novo  |
|                         | Pessoas–Animais–Natureza       | 5     | 0,99 / 100,00   | 0,43  |
|                         | CHEGA                          | 2     | 0,40 / 100,00   | Novo  |
|                         | Coligação Democrática Unitária | 2     | 0,40 / 100,00   | 0,21  |
|                         | Bloco de Esquerda              | 0     | 0,00 / 100,00   | 0,19  |
| Votos Inválidos         | Votos Inválidos                | 10    | 1,99 / 100,00   | 0,69  |
| Total                   | Total                          | 503   | 100,00 / 100,00 |       |
| Eleitorado/Participação | Eleitorado/Participação        | 663   | 75,87 / 100,00  | 2,44  |

### Assembleia Municipal
| Freguesia                     | %     | %     | %    | %    | %    | %    | %    | Votantes |
| Freguesia                     | PSD   | PS    | IL   | BE   | PAN  | CH   | CDU  | Votantes |
| ----------------------------- | ----- | ----- | ---- | ---- | ---- | ---- | ---- | -------- |
| Freguesia                     |       |       |      |      |      |      |      | Votantes |
| Ajuda da Bretanha             | 49,41 | 42,04 | 0,71 | 0    | 1,90 | 1,90 | 0,95 | 421      |
| Arrifes                       | 39,61 | 46,56 | 1,25 | 2,65 | 2,08 | 3,26 | 0,75 | 2 790    |
| Candelária                    | 42,62 | 38,98 | 1,69 | 2,66 | 2,42 | 3,63 | 1,45 | 413      |
| Capelas                       | 37,22 | 52,36 | 1,69 | 1,95 | 1,69 | 1,18 | 0,92 | 1 948    |
| Covoada                       | 40,36 | 50,76 | 1,66 | 1,25 | 1,80 | 2,22 | 0,28 | 721      |
| Fajã de Baixo                 | 41,97 | 38,67 | 5,12 | 3,79 | 2,56 | 2,51 | 1,60 | 1 875    |
| Fajã de Cima                  | 43,72 | 41,76 | 2,58 | 3,98 | 3,20 | 2,19 | 0,70 | 1 281    |
| Fenais da Luz                 | 53,22 | 30,60 | 2,70 | 3,53 | 3,22 | 3,73 | 0,93 | 964      |
| Feteiras                      | 40,50 | 51,65 | 0    | 0,34 | 1,71 | 1,02 | 0,91 | 879      |
| Ginetes                       | 46,59 | 42,90 | 1,70 | 1,70 | 0,99 | 2,13 | 1,56 | 704      |
| Mosteiros                     | 70,68 | 23,30 | 1,08 | 0,77 | 0,46 | 0,77 | 1,39 | 648      |
| Pilar da Bretanha             | 40,35 | 46,04 | 0,50 | 1,73 | 1,73 | 2,97 | 1,24 | 404      |
| Ponta Delgada (São José)      | 46,25 | 29,60 | 6,50 | 5,64 | 3,20 | 2,77 | 1,91 | 2 091    |
| Ponta Delgada (São Pedro)     | 45,02 | 30,90 | 6,22 | 5,14 | 3,06 | 3,06 | 2,05 | 2 683    |
| Ponta Delgada (São Sebastião) | 51,10 | 25,37 | 6,28 | 5,16 | 3,08 | 2,79 | 2,02 | 1 687    |
| Relva                         | 53,84 | 26,14 | 2,83 | 4,11 | 3,93 | 2,65 | 1,83 | 1 094    |
| Remédios                      | 45,22 | 44,37 | 0,17 | 2,22 | 1,37 | 2,22 | 1,37 | 586      |
| Rosto do Cão (Livramento)     | 58,32 | 25,49 | 3,64 | 3,21 | 2,50 | 2,23 | 1,14 | 1 840    |
| Rosto do Cão (São Roque)      | 38,71 | 36,85 | 5,23 | 4,34 | 3,03 | 4,13 | 2,41 | 1 452    |
| Santa Bárbara                 | 34,14 | 55,34 | 0,17 | 0,69 | 3,62 | 1,21 | 1,03 | 580      |
| Santa Clara                   | 42,49 | 31,99 | 5,79 | 4,91 | 3,53 | 2,36 | 3,53 | 1 019    |
| Santo António                 | 60,26 | 31,09 | 0,55 | 1,66 | 1,84 | 1,47 | 0,46 | 1 087    |
| São Vicente Ferreira          | 58,33 | 25,88 | 2,50 | 2,50 | 3,02 | 2,85 | 0,95 | 1 159    |
| Sete Cidades                  | 24,85 | 68,59 | 1,59 | 0    | 1,59 | 0,80 | 0,40 | 503      |
| Ponta Delgada                 | 46,08 | 37,21 | 3,31 | 3,26 | 2,55 | 2,49 | 1,40 | 28 829   |

#### Ajuda da Bretanha
| Partido                 | Partido                        | Votos | %               | +/-  |
| ----------------------- | ------------------------------ | ----- | --------------- | ---- |
|                         | Partido Social Democrata       | 208   | 49,41 / 100,00  | 0,12 |
|                         | Partido Socialista             | 177   | 42,04 / 100,00  | 2,12 |
|                         | Pessoas–Animais–Natureza       | 8     | 1,90 / 100,00   | 0,97 |
|                         | CHEGA                          | 8     | 1,90 / 100,00   | Novo |
|                         | Coligação Democrática Unitária | 4     | 0,95 / 100,00   | 0,45 |
|                         | Iniciativa Liberal             | 3     | 0,71 / 100,00   | Novo |
|                         | Bloco de Esquerda              | 0     | 0,00 / 100,00   | 0,93 |
| Votos Inválidos         | Votos Inválidos                | 13    | 3,09 / 100,00   | 0,52 |
| Total                   | Total                          | 421   | 100,00 / 100,00 |      |
| Eleitorado/Participação | Eleitorado/Participação        | 669   | 62,93 / 100,00  | 0,10 |

#### Arrifes
| Partido                 | Partido                        | Votos | %               | +/-   |
| ----------------------- | ------------------------------ | ----- | --------------- | ----- |
|                         | Partido Socialista             | 1 299 | 46,56 / 100,00  | 16,67 |
|                         | Partido Social Democrata       | 1 105 | 39,61 / 100,00  | 12,09 |
|                         | CHEGA                          | 91    | 3,26 / 100,00   | Novo  |
|                         | Bloco de Esquerda              | 74    | 2,65 / 100,00   | 0,59  |
|                         | Pessoas–Animais–Natureza       | 58    | 2,08 / 100,00   | 0,16  |
|                         | Iniciativa Liberal             | 35    | 1,25 / 100,00   | Novo  |
|                         | Coligação Democrática Unitária | 21    | 0,75 / 100,00   | 0,42  |
| Votos Inválidos         | Votos Inválidos                | 107   | 3,84 / 100,00   | 0,58  |
| Total                   | Total                          | 2 790 | 100,00 / 100,00 |       |
| Eleitorado/Participação | Eleitorado/Participação        | 6 729 | 41,46 / 100,00  | 3,13  |

#### Candelária
| Partido                 | Partido                        | Votos | %               | +/-   |
| ----------------------- | ------------------------------ | ----- | --------------- | ----- |
|                         | Partido Social Democrata       | 176   | 42,62 / 100,00  | 9,97  |
|                         | Partido Socialista             | 161   | 38,98 / 100,00  | 24,10 |
|                         | CHEGA                          | 15    | 3,63 / 100,00   | Novo  |
|                         | Bloco de Esquerda              | 11    | 2,66 / 100,00   | 1,46  |
|                         | Pessoas–Animais–Natureza       | 10    | 2,42 / 100,00   | 1,91  |
|                         | Iniciativa Liberal             | 7     | 1,69 / 100,00   | Novo  |
|                         | Coligação Democrática Unitária | 6     | 1,45 / 100,00   | 0,42  |
| Votos Inválidos         | Votos Inválidos                | 27    | 6,53 / 100,00   | 5,68  |
| Total                   | Total                          | 413   | 100,00 / 100,00 |       |
| Eleitorado/Participação | Eleitorado/Participação        | 972   | 42,49 / 100,00  | 18,07 |

#### Capelas
| Partido                 | Partido                        | Votos | %               | +/-  |
| ----------------------- | ------------------------------ | ----- | --------------- | ---- |
|                         | Partido Socialista             | 1 020 | 52,36 / 100,00  | 2,57 |
|                         | Partido Social Democrata       | 725   | 37,22 / 100,00  | 1,63 |
|                         | Bloco de Esquerda              | 38    | 1,95 / 100,00   | 0,52 |
|                         | Iniciativa Liberal             | 33    | 1,69 / 100,00   | Novo |
|                         | Pessoas–Animais–Natureza       | 33    | 1,69 / 100,00   | 0,84 |
|                         | CHEGA                          | 23    | 1,18 / 100,00   | Novo |
|                         | Coligação Democrática Unitária | 18    | 0,92 / 100,00   | 0,26 |
| Votos Inválidos         | Votos Inválidos                | 58    | 2,98 / 100,00   | 0,90 |
| Total                   | Total                          | 1 948 | 100,00 / 100,00 |      |
| Eleitorado/Participação | Eleitorado/Participação        | 3 741 | 52,07 / 100,00  | 6,11 |

#### Covoada
| Partido                 | Partido                        | Votos | %               | +/-  |
| ----------------------- | ------------------------------ | ----- | --------------- | ---- |
|                         | Partido Socialista             | 366   | 50,76 / 100,00  | 5,56 |
|                         | Partido Social Democrata       | 291   | 40,36 / 100,00  | 5,13 |
|                         | CHEGA                          | 16    | 2,22 / 100,00   | Novo |
|                         | Pessoas–Animais–Natureza       | 13    | 1,80 / 100,00   | 0,12 |
|                         | Iniciativa Liberal             | 12    | 1,66 / 100,00   | Novo |
|                         | Bloco de Esquerda              | 9     | 1,25 / 100,00   | 1,11 |
|                         | Coligação Democrática Unitária | 2     | 0,28 / 100,00   | 0,75 |
| Votos Inválidos         | Votos Inválidos                | 12    | 1,66 / 100,00   | 0,03 |
| Total                   | Total                          | 721   | 100,00 / 100,00 |      |
| Eleitorado/Participação | Eleitorado/Participação        | 1 150 | 62,70 / 100,00  | 5,67 |

#### Fajã de Baixo
| Partido                 | Partido                        | Votos | %               | +/-  |
| ----------------------- | ------------------------------ | ----- | --------------- | ---- |
|                         | Partido Social Democrata       | 787   | 41,97 / 100,00  | 1,83 |
|                         | Partido Socialista             | 725   | 38,67 / 100,00  | 0,67 |
|                         | Iniciativa Liberal             | 96    | 5,12 / 100,00   | Novo |
|                         | Bloco de Esquerda              | 71    | 3,79 / 100,00   | 1,44 |
|                         | Pessoas–Animais–Natureza       | 48    | 2,56 / 100,00   | 0,26 |
|                         | CHEGA                          | 47    | 2,51 / 100,00   | Novo |
|                         | Coligação Democrática Unitária | 30    | 1,60 / 100,00   | 0,60 |
| Votos Inválidos         | Votos Inválidos                | 71    | 3,78 / 100,00   | 0,78 |
| Total                   | Total                          | 1 875 | 100,00 / 100,00 |      |
| Eleitorado/Participação | Eleitorado/Participação        | 4 687 | 40,00 / 100,00  | 1,83 |

#### Fajã de Cima
| Partido                 | Partido                        | Votos | %               | +/-  |
| ----------------------- | ------------------------------ | ----- | --------------- | ---- |
|                         | Partido Social Democrata       | 560   | 43,72 / 100,00  | 7,65 |
|                         | Partido Socialista             | 535   | 41,76 / 100,00  | 6,46 |
|                         | Bloco de Esquerda              | 51    | 3,98 / 100,00   | 0,10 |
|                         | Pessoas–Animais–Natureza       | 41    | 3,20 / 100,00   | 0,29 |
|                         | Iniciativa Liberal             | 33    | 2,58 / 100,00   | Novo |
|                         | CHEGA                          | 28    | 2,19 / 100,00   | Novo |
|                         | Coligação Democrática Unitária | 9     | 0,70 / 100,00   | 0,67 |
| Votos Inválidos         | Votos Inválidos                | 24    | 1,87 / 100,00   | 1,53 |
| Total                   | Total                          | 1 281 | 100,00 / 100,00 |      |
| Eleitorado/Participação | Eleitorado/Participação        | 3 091 | 41,44 / 100,00  | 0,64 |

#### Fenais da Luz
| Partido                 | Partido                        | Votos | %               | +/-  |
| ----------------------- | ------------------------------ | ----- | --------------- | ---- |
|                         | Partido Social Democrata       | 513   | 53,22 / 100,00  | 3,09 |
|                         | Partido Socialista             | 295   | 30,60 / 100,00  | 4,23 |
|                         | CHEGA                          | 36    | 3,73 / 100,00   | Novo |
|                         | Bloco de Esquerda              | 34    | 3,53 / 100,00   | 0,27 |
|                         | Pessoas–Animais–Natureza       | 31    | 3,22 / 100,00   | 0,57 |
|                         | Iniciativa Liberal             | 26    | 2,70 / 100,00   | Novo |
|                         | Coligação Democrática Unitária | 9     | 0,93 / 100,00   | 0,42 |
| Votos Inválidos         | Votos Inválidos                | 20    | 2,08 / 100,00   | 0,45 |
| Total                   | Total                          | 964   | 100,00 / 100,00 |      |
| Eleitorado/Participação | Eleitorado/Participação        | 1 964 | 49,08 / 100,00  | 5,63 |

#### Feteiras
| Partido                 | Partido                        | Votos | %               | +/-  |
| ----------------------- | ------------------------------ | ----- | --------------- | ---- |
|                         | Partido Socialista             | 454   | 51,65 / 100,00  | 3,09 |
|                         | Partido Social Democrata       | 356   | 40,50 / 100,00  | 6,03 |
|                         | Pessoas–Animais–Natureza       | 15    | 1,71 / 100,00   | 0,75 |
|                         | CHEGA                          | 9     | 1,02 / 100,00   | Novo |
|                         | Coligação Democrática Unitária | 8     | 0,91 / 100,00   | 0,31 |
|                         | Bloco de Esquerda              | 3     | 0,34 / 100,00   | 0,10 |
|                         | Iniciativa Liberal             | 0     | 0,00 / 100,00   | Novo |
| Votos Inválidos         | Votos Inválidos                | 34    | 3,87 / 100,00   | 1,24 |
| Total                   | Total                          | 879   | 100,00 / 100,00 |      |
| Eleitorado/Participação | Eleitorado/Participação        | 1 424 | 61,73 / 100,00  | 2,14 |

#### Ginetes
| Partido                 | Partido                        | Votos | %               | +/-  |
| ----------------------- | ------------------------------ | ----- | --------------- | ---- |
|                         | Partido Social Democrata       | 328   | 46,59 / 100,00  | 3,13 |
|                         | Partido Socialista             | 302   | 42,90 / 100,00  | 1,37 |
|                         | CHEGA                          | 15    | 2,13 / 100,00   | Novo |
|                         | Iniciativa Liberal             | 12    | 1,70 / 100,00   | Novo |
|                         | Bloco de Esquerda              | 12    | 1,70 / 100,00   | 0,56 |
|                         | Coligação Democrática Unitária | 11    | 1,56 / 100,00   | 0,13 |
|                         | Pessoas–Animais–Natureza       | 7     | 0,99 / 100,00   | 0,56 |
| Votos Inválidos         | Votos Inválidos                | 17    | 2,41 / 100,00   | 0,29 |
| Total                   | Total                          | 704   | 100,00 / 100,00 |      |
| Eleitorado/Participação | Eleitorado/Participação        | 1 112 | 63,31 / 100,00  | 0,36 |

#### Mosteiros
| Partido                 | Partido                        | Votos | %               | +/-  |
| ----------------------- | ------------------------------ | ----- | --------------- | ---- |
|                         | Partido Social Democrata       | 458   | 70,68 / 100,00  | 3,87 |
|                         | Partido Socialista             | 151   | 23,30 / 100,00  | 4,95 |
|                         | Coligação Democrática Unitária | 9     | 1,39 / 100,00   | 0,02 |
|                         | Iniciativa Liberal             | 7     | 1,08 / 100,00   | Novo |
|                         | Bloco de Esquerda              | 5     | 0,77 / 100,00   | 0,22 |
|                         | CHEGA                          | 5     | 0,77 / 100,00   | Novo |
|                         | Pessoas–Animais–Natureza       | 3     | 0,46 / 100,00   | 0,53 |
| Votos Inválidos         | Votos Inválidos                | 10    | 1,54 / 100,00   | 0,69 |
| Total                   | Total                          | 648   | 100,00 / 100,00 |      |
| Eleitorado/Participação | Eleitorado/Participação        | 1 050 | 61,71 / 100,00  | 3,72 |

#### Pilar da Bretanha
| Partido                 | Partido                        | Votos | %               | +/-  |
| ----------------------- | ------------------------------ | ----- | --------------- | ---- |
|                         | Partido Socialista             | 186   | 46,04 / 100,00  | 2,30 |
|                         | Partido Social Democrata       | 163   | 40,35 / 100,00  | 4,67 |
|                         | CHEGA                          | 12    | 2,97 / 100,00   | Novo |
|                         | Bloco de Esquerda              | 7     | 1,73 / 100,00   | 0,17 |
|                         | Pessoas–Animais–Natureza       | 7     | 1,73 / 100,00   | 0,31 |
|                         | Coligação Democrática Unitária | 5     | 1,24 / 100,00   | 0,77 |
|                         | Iniciativa Liberal             | 2     | 0,50 / 100,00   | Novo |
| Votos Inválidos         | Votos Inválidos                | 22    | 5,45 / 100,00   | 4,03 |
| Total                   | Total                          | 404   | 100,00 / 100,00 |      |
| Eleitorado/Participação | Eleitorado/Participação        | 601   | 67,22 / 100,00  | 2,07 |

#### Ponta Delgada (São José)
| Partido                 | Partido                        | Votos | %               | +/-  |
| ----------------------- | ------------------------------ | ----- | --------------- | ---- |
|                         | Partido Social Democrata       | 967   | 46,25 / 100,00  | 1,55 |
|                         | Partido Socialista             | 619   | 29,60 / 100,00  | 4,63 |
|                         | Iniciativa Liberal             | 136   | 6,50 / 100,00   | Novo |
|                         | Bloco de Esquerda              | 118   | 5,64 / 100,00   | 0,28 |
|                         | Pessoas–Animais–Natureza       | 67    | 3,20 / 100,00   | 0,89 |
|                         | CHEGA                          | 58    | 2,77 / 100,00   | Novo |
|                         | Coligação Democrática Unitária | 40    | 1,91 / 100,00   | 0,95 |
| Votos Inválidos         | Votos Inválidos                | 86    | 4,11 / 100,00   | 0,48 |
| Total                   | Total                          | 2 091 | 100,00 / 100,00 |      |
| Eleitorado/Participação | Eleitorado/Participação        | 5 836 | 35,83 / 100,00  | 1,46 |

#### Ponta Delgada (São Pedro)
| Partido                 | Partido                        | Votos | %               | +/-  |
| ----------------------- | ------------------------------ | ----- | --------------- | ---- |
|                         | Partido Social Democrata       | 1 208 | 45,02 / 100,00  | 2,50 |
|                         | Partido Socialista             | 829   | 30,90 / 100,00  | 2,00 |
|                         | Iniciativa Liberal             | 167   | 6,22 / 100,00   | Novo |
|                         | Bloco de Esquerda              | 138   | 5,14 / 100,00   | 1,28 |
|                         | Pessoas–Animais–Natureza       | 82    | 3,06 / 100,00   | 1,04 |
|                         | CHEGA                          | 82    | 3,06 / 100,00   | Novo |
|                         | Coligação Democrática Unitária | 55    | 2,05 / 100,00   | 0,44 |
| Votos Inválidos         | Votos Inválidos                | 122   | 4,55 / 100,00   | 0,04 |
| Total                   | Total                          | 2 683 | 100,00 / 100,00 |      |
| Eleitorado/Participação | Eleitorado/Participação        | 7 502 | 35,76 / 100,00  | 2,38 |

#### Ponta Delgada (São Sebastião)
| Partido                 | Partido                        | Votos | %               | +/-  |
| ----------------------- | ------------------------------ | ----- | --------------- | ---- |
|                         | Partido Social Democrata       | 862   | 51,10 / 100,00  | 4,46 |
|                         | Partido Socialista             | 428   | 25,37 / 100,00  | 3,35 |
|                         | Iniciativa Liberal             | 106   | 6,28 / 100,00   | Novo |
|                         | Bloco de Esquerda              | 87    | 5,16 / 100,00   | 0,43 |
|                         | Pessoas–Animais–Natureza       | 52    | 3,08 / 100,00   | 0,74 |
|                         | CHEGA                          | 47    | 2,79 / 100,00   | Novo |
|                         | Coligação Democrática Unitária | 34    | 2,02 / 100,00   | 0,03 |
| Votos Inválidos         | Votos Inválidos                | 71    | 4,21 / 100,00   | 0,79 |
| Total                   | Total                          | 1 687 | 100,00 / 100,00 |      |
| Eleitorado/Participação | Eleitorado/Participação        | 4 259 | 39,61 / 100,00  | 2,26 |

#### Relva
| Partido                 | Partido                        | Votos | %               | +/-  |
| ----------------------- | ------------------------------ | ----- | --------------- | ---- |
|                         | Partido Social Democrata       | 589   | 53,84 / 100,00  | 1,48 |
|                         | Partido Socialista             | 286   | 26,14 / 100,00  | 2,00 |
|                         | Bloco de Esquerda              | 45    | 4,11 / 100,00   | 0,38 |
|                         | Pessoas–Animais–Natureza       | 43    | 3,93 / 100,00   | 0,29 |
|                         | Iniciativa Liberal             | 31    | 2,83 / 100,00   | Novo |
|                         | CHEGA                          | 29    | 2,65 / 100,00   | Novo |
|                         | Coligação Democrática Unitária | 20    | 1,83 / 100,00   | 0,07 |
| Votos Inválidos         | Votos Inválidos                | 51    | 4,66 / 100,00   | 0,88 |
| Total                   | Total                          | 1 094 | 100,00 / 100,00 |      |
| Eleitorado/Participação | Eleitorado/Participação        | 2 714 | 40,31 / 100,00  | 1,75 |

#### Remédios
| Partido                 | Partido                        | Votos | %               | +/-  |
| ----------------------- | ------------------------------ | ----- | --------------- | ---- |
|                         | Partido Social Democrata       | 265   | 45,22 / 100,00  | 2,68 |
|                         | Partido Socialista             | 260   | 44,37 / 100,00  | 1,91 |
|                         | Bloco de Esquerda              | 13    | 2,22 / 100,00   | 0,28 |
|                         | CHEGA                          | 13    | 2,22 / 100,00   | Novo |
|                         | Pessoas–Animais–Natureza       | 8     | 1,37 / 100,00   | 0,08 |
|                         | Coligação Democrática Unitária | 8     | 1,37 / 100,00   | 1,05 |
|                         | Iniciativa Liberal             | 1     | 0,17 / 100,00   | Novo |
| Votos Inválidos         | Votos Inválidos                | 18    | 4,07 / 100,00   | 2,61 |
| Total                   | Total                          | 586   | 100,00 / 100,00 |      |
| Eleitorado/Participação | Eleitorado/Participação        | 816   | 71,81 / 100,00  | 0,30 |

#### Rosto do Cão (Livramento)
| Partido                 | Partido                        | Votos | %               | +/-  |
| ----------------------- | ------------------------------ | ----- | --------------- | ---- |
|                         | Partido Social Democrata       | 1 073 | 58,32 / 100,00  | 0,04 |
|                         | Partido Socialista             | 469   | 25,49 / 100,00  | 3,47 |
|                         | Iniciativa Liberal             | 67    | 3,64 / 100,00   | Novo |
|                         | Bloco de Esquerda              | 59    | 3,21 / 100,00   | 0,55 |
|                         | Pessoas–Animais–Natureza       | 46    | 2,50 / 100,00   | 0,92 |
|                         | CHEGA                          | 41    | 2,23 / 100,00   | Novo |
|                         | Coligação Democrática Unitária | 21    | 1,14 / 100,00   | 0,02 |
| Votos Inválidos         | Votos Inválidos                | 64    | 3,48 / 100,00   | 0,17 |
| Total                   | Total                          | 1 840 | 100,00 / 100,00 |      |
| Eleitorado/Participação | Eleitorado/Participação        | 4 154 | 44,29 / 100,00  | 0,32 |

#### Rosto do Cão (São Roque)
| Partido                 | Partido                        | Votos | %               | +/-   |
| ----------------------- | ------------------------------ | ----- | --------------- | ----- |
|                         | Partido Social Democrata       | 562   | 38,71 / 100,00  | 6,23  |
|                         | Partido Socialista             | 535   | 36,85 / 100,00  | 17,12 |
|                         | Iniciativa Liberal             | 76    | 5,23 / 100,00   | Novo  |
|                         | Bloco de Esquerda              | 63    | 4,34 / 100,00   | 0,88  |
|                         | CHEGA                          | 60    | 4,13 / 100,00   | Novo  |
|                         | Pessoas–Animais–Natureza       | 44    | 3,03 / 100,00   | 0,65  |
|                         | Coligação Democrática Unitária | 35    | 2,41 / 100,00   | 0,88  |
| Votos Inválidos         | Votos Inválidos                | 77    | 5,30 / 100,00   | 1,50  |
| Total                   | Total                          | 1 452 | 100,00 / 100,00 |       |
| Eleitorado/Participação | Eleitorado/Participação        | 4 506 | 32,22 / 100,00  | 7,23  |

#### Santa Bárbara
| Partido                 | Partido                        | Votos | %               | +/-  |
| ----------------------- | ------------------------------ | ----- | --------------- | ---- |
|                         | Partido Socialista             | 321   | 55,34 / 100,00  | 6,40 |
|                         | Partido Social Democrata       | 198   | 34,14 / 100,00  | 8,97 |
|                         | Pessoas–Animais–Natureza       | 21    | 3,62 / 100,00   | 1,15 |
|                         | CHEGA                          | 7     | 1,21 / 100,00   | Novo |
|                         | Coligação Democrática Unitária | 6     | 1,03 / 100,00   | 1,03 |
|                         | Bloco de Esquerda              | 4     | 0,69 / 100,00   | 0,72 |
|                         | Iniciativa Liberal             | 1     | 0,17 / 100,00   | Novo |
| Votos Inválidos         | Votos Inválidos                | 22    | 3,79 / 100,00   | 0,78 |
| Total                   | Total                          | 580   | 100,00 / 100,00 |      |
| Eleitorado/Participação | Eleitorado/Participação        | 773   | 75,03 / 100,00  | 0,34 |

#### Santa Clara
| Partido                 | Partido                        | Votos | %               | +/-  |
| ----------------------- | ------------------------------ | ----- | --------------- | ---- |
|                         | Partido Social Democrata       | 433   | 42,49 / 100,00  | 4,92 |
|                         | Partido Socialista             | 326   | 31,99 / 100,00  | 2,21 |
|                         | Iniciativa Liberal             | 59    | 5,79 / 100,00   | Novo |
|                         | Bloco de Esquerda              | 50    | 4,91 / 100,00   | 0,65 |
|                         | Pessoas–Animais–Natureza       | 36    | 3,53 / 100,00   | 0,59 |
|                         | Coligação Democrática Unitária | 36    | 3,53 / 100,00   | 0,66 |
|                         | CHEGA                          | 24    | 2,36 / 100,00   | Novo |
| Votos Inválidos         | Votos Inválidos                | 55    | 5,40 / 100,00   | 1,57 |
| Total                   | Total                          | 1 019 | 100,00 / 100,00 |      |
| Eleitorado/Participação | Eleitorado/Participação        | 2 908 | 35,04 / 100,00  | 1,29 |

#### Santo António
| Partido                 | Partido                        | Votos | %               | +/-   |
| ----------------------- | ------------------------------ | ----- | --------------- | ----- |
|                         | Partido Social Democrata       | 655   | 60,26 / 100,00  | 21,93 |
|                         | Partido Socialista             | 338   | 31,09 / 100,00  | 22,94 |
|                         | Pessoas–Animais–Natureza       | 20    | 1,84 / 100,00   | 0,72  |
|                         | Bloco de Esquerda              | 18    | 1,66 / 100,00   | 0,17  |
|                         | CHEGA                          | 16    | 1,47 / 100,00   | Novo  |
|                         | Iniciativa Liberal             | 6     | 0,55 / 100,00   | Novo  |
|                         | Coligação Democrática Unitária | 5     | 0,47 / 100,00   | 0,45  |
| Votos Inválidos         | Votos Inválidos                | 29    | 2,67 / 100,00   | 0,08  |
| Total                   | Total                          | 1 087 | 100,00 / 100,00 |       |
| Eleitorado/Participação | Eleitorado/Participação        | 1 634 | 66,52 / 100,00  | 7,03  |

#### São Vicente Ferreira
| Partido                 | Partido                        | Votos | %               | +/-  |
| ----------------------- | ------------------------------ | ----- | --------------- | ---- |
|                         | Partido Social Democrata       | 676   | 58,33 / 100,00  | 5,39 |
|                         | Partido Socialista             | 300   | 25,88 / 100,00  | 2,31 |
|                         | Pessoas–Animais–Natureza       | 35    | 3,02 / 100,00   | 0,73 |
|                         | CHEGA                          | 33    | 2,85 / 100,00   | Novo |
|                         | Iniciativa Liberal             | 29    | 2,50 / 100,00   | Novo |
|                         | Bloco de Esquerda              | 29    | 2,50 / 100,00   | 0,50 |
|                         | Coligação Democrática Unitária | 11    | 0,95 / 100,00   | 0,73 |
| Votos Inválidos         | Votos Inválidos                | 46    | 3,97 / 100,00   | 0,09 |
| Total                   | Total                          | 1 159 | 100,00 / 100,00 |      |
| Eleitorado/Participação | Eleitorado/Participação        | 2 245 | 51,63 / 100,00  | 0,75 |

#### Sete Cidades
| Partido                 | Partido                        | Votos | %               | +/-  |
| ----------------------- | ------------------------------ | ----- | --------------- | ---- |
|                         | Partido Socialista             | 345   | 68,59 / 100,00  | 5,95 |
|                         | Partido Social Democrata       | 125   | 24,85 / 100,00  | 9,16 |
|                         | Iniciativa Liberal             | 8     | 1,59 / 100,00   | Novo |
|                         | Pessoas–Animais–Natureza       | 8     | 1,59 / 100,00   | 1,22 |
|                         | CHEGA                          | 4     | 0,80 / 100,00   | Novo |
|                         | Coligação Democrática Unitária | 2     | 0,40 / 100,00   | 0,03 |
|                         | Bloco de Esquerda              | 0     | 0,00 / 100,00   | 0,93 |
| Votos Inválidos         | Votos Inválidos                | 11    | 2,19 / 100,00   | 0,89 |
| Total                   | Total                          | 503   | 100,00 / 100,00 |      |
| Eleitorado/Participação | Eleitorado/Participação        | 663   | 75,87 / 100,00  | 2,44 |

### Juntas de Freguesia

#### Ajuda da Bretanha
| Partido                 | Partido                  | Votos | %               | +/-  | Mandatos | +/- |
| ----------------------- | ------------------------ | ----- | --------------- | ---- | -------- | --- |
|                         | Partido Social Democrata | 212   | 50,36 / 100,00  | 8,87 | 4 / 7    | 1   |
|                         | Partido Socialista       | 203   | 48,22 / 100,00  | 8,42 | 3 / 7    | 1   |
| Votos Inválidos         | Votos Inválidos          | 6     | 1,43 / 100,00   | 0,43 |          |     |
| Total                   | Total                    | 421   | 100,00 / 100,00 |      | 7 / 7    |     |
| Eleitorado/Participação | Eleitorado/Participação  | 669   | 62,93 / 100,00  | 0,25 |          |     |

#### Arrifes
| Partido                 | Partido                  | Votos | %               | +/-   | Mandatos | +/- |
| ----------------------- | ------------------------ | ----- | --------------- | ----- | -------- | --- |
|                         | Partido Socialista       | 1 560 | 55,91 / 100,00  | 28,26 | 8 / 13   | 4   |
|                         | Partido Social Democrata | 1 151 | 41,25 / 100,00  | 29,09 | 5 / 13   | 4   |
| Votos Inválidos         | Votos Inválidos          | 79    | 2,83 / 100,00   | 0,23  |          |     |
| Total                   | Total                    | 2 790 | 100,00 / 100,00 |       | 13 / 13  |     |
| Eleitorado/Participação | Eleitorado/Participação  | 6 729 | 41,46 / 100,00  | 3,15  |          |     |

#### Candelária
| Partido                 | Partido                 | Votos | %               | +/-   | Mandatos | +/-  |
| ----------------------- | ----------------------- | ----- | --------------- | ----- | -------- | ---- |
|                         | Sempre Candelária       | 321   | 77,72 / 100,00  | Novo  | 7 / 7    | Novo |
| Votos Inválidos         | Votos Inválidos         | 92    | 22,28 / 100,00  | 20,57 |          |      |
| Total                   | Total                   | 413   | 100,00 / 100,00 |       | 7 / 7    |      |
| Eleitorado/Participação | Eleitorado/Participação | 972   | 42,49 / 100,00  | 18,07 |          |      |

#### Capelas
| Partido                 | Partido                        | Votos | %               | +/-   | Mandatos | +/- |
| ----------------------- | ------------------------------ | ----- | --------------- | ----- | -------- | --- |
|                         | Partido Socialista             | 1 099 | 56,42 / 100,00  | 10,21 | 5 / 9    | 2   |
|                         | Partido Social Democrata       | 743   | 38,14 / 100,00  | 9,59  | 4 / 9    | 2   |
|                         | Coligação Democrática Unitária | 32    | 1,64 / 100,00   | -     | 0 / 9    | -   |
| Votos Inválidos         | Votos Inválidos                | 74    | 3,80 / 100,00   | 1,03  |          |     |
| Total                   | Total                          | 1 948 | 100,00 / 100,00 |       | 9 / 9    |     |
| Eleitorado/Participação | Eleitorado/Participação        | 3 741 | 52,07 / 100,00  | 6,11  |          |     |

#### Covoada
| Partido                 | Partido                  | Votos | %               | +/-  | Mandatos | +/- |
| ----------------------- | ------------------------ | ----- | --------------- | ---- | -------- | --- |
|                         | Partido Socialista       | 432   | 59,92 / 100,00  | 8,22 | 6 / 9    | 1   |
|                         | Partido Social Democrata | 279   | 38,70 / 100,00  | 7,24 | 3 / 9    | 1   |
| Votos Inválidos         | Votos Inválidos          | 10    | 1,38 / 100,00   | 0,99 |          |     |
| Total                   | Total                    | 721   | 100,00 / 100,00 |      | 9 / 9    |     |
| Eleitorado/Participação | Eleitorado/Participação  | 1 150 | 62,70 / 100,00  | 5,67 |          |     |

#### Fajã de Baixo
| Partido                 | Partido                  | Votos | %               | +/-  | Mandatos | +/-     |
| ----------------------- | ------------------------ | ----- | --------------- | ---- | -------- | ------- |
|                         | Partido Socialista       | 1 114 | 59,41 / 100,00  | 0,98 | 6 / 9    | Estável |
|                         | Partido Social Democrata | 675   | 36,00 / 100,00  | 3,91 | 3 / 9    | Estável |
| Votos Inválidos         | Votos Inválidos          | 86    | 4,59 / 100,00   | 0,49 |          |         |
| Total                   | Total                    | 1 875 | 100,00 / 100,00 |      | 9 / 9    |         |
| Eleitorado/Participação | Eleitorado/Participação  | 4 687 | 40,00 / 100,00  | 1,81 |          |         |

#### Fajã de Cima
| Partido                 | Partido                        | Votos | %               | +/-  | Mandatos | +/-     |
| ----------------------- | ------------------------------ | ----- | --------------- | ---- | -------- | ------- |
|                         | Partido Socialista             | 666   | 51,99 / 100,00  | 9,83 | 5 / 9    | 1       |
|                         | Partido Social Democrata       | 551   | 43,01 / 100,00  | 8,69 | 4 / 9    | 1       |
|                         | Coligação Democrática Unitária | 31    | 2,42 / 100,00   | 0,33 | 0 / 9    | Estável |
| Votos Inválidos         | Votos Inválidos                | 33    | 2,57 / 100,00   | 0,82 |          |         |
| Total                   | Total                          | 1 281 | 100,00 / 100,00 |      | 9 / 9    |         |
| Eleitorado/Participação | Eleitorado/Participação        | 3 091 | 41,44 / 100,00  | 0,64 |          |         |

#### Fenais da Luz
| Partido                 | Partido                  | Votos | %               | +/-  | Mandatos | +/-     |
| ----------------------- | ------------------------ | ----- | --------------- | ---- | -------- | ------- |
|                         | Partido Social Democrata | 527   | 54,67 / 100,00  | 5,48 | 5 / 9    | Estável |
|                         | Partido Socialista       | 402   | 41,70 / 100,00  | 5,96 | 4 / 9    | Estável |
| Votos Inválidos         | Votos Inválidos          | 35    | 3,63 / 100,00   | 0,48 |          |         |
| Total                   | Total                    | 964   | 100,00 / 100,00 |      | 9 / 9    |         |
| Eleitorado/Participação | Eleitorado/Participação  | 1 964 | 49,08 / 100,00  | 5,63 |          |         |

#### Feteiras
| Partido                 | Partido                  | Votos | %               | +/-  | Mandatos | +/-     |
| ----------------------- | ------------------------ | ----- | --------------- | ---- | -------- | ------- |
|                         | Partido Socialista       | 498   | 56,66 / 100,00  | 2,66 | 5 / 9    | Estável |
|                         | Partido Social Democrata | 348   | 39,59 / 100,00  | 2,46 | 4 / 9    | Estável |
| Votos Inválidos         | Votos Inválidos          | 33    | 3,76 / 100,00   | 0,18 |          |         |
| Total                   | Total                    | 879   | 100,00 / 100,00 |      | 9 / 9    |         |
| Eleitorado/Participação | Eleitorado/Participação  | 1 424 | 61,73 / 100,00  | 2,07 |          |         |

#### Ginetes
| Partido                 | Partido                  | Votos | %               | +/-  | Mandatos | +/- |
| ----------------------- | ------------------------ | ----- | --------------- | ---- | -------- | --- |
|                         | Partido Social Democrata | 391   | 55,54 / 100,00  | 8,36 | 5 / 9    | 1   |
|                         | Partido Socialista       | 300   | 42,61 / 100,00  | 7,25 | 4 / 9    | 1   |
| Votos Inválidos         | Votos Inválidos          | 13    | 1,85 / 100,00   | 1,12 |          |     |
| Total                   | Total                    | 704   | 100,00 / 100,00 |      | 9 / 9    |     |
| Eleitorado/Participação | Eleitorado/Participação  | 1 112 | 63,31 / 100,00  | 0,36 |          |     |

#### Mosteiros
| Partido                 | Partido                  | Votos | %               | +/-  | Mandatos | +/- |
| ----------------------- | ------------------------ | ----- | --------------- | ---- | -------- | --- |
|                         | Partido Social Democrata | 484   | 74,69 / 100,00  | 6,38 | 7 / 9    | 1   |
|                         | Partido Socialista       | 157   | 24,23 / 100,00  | 5,91 | 2 / 9    | 1   |
| Votos Inválidos         | Votos Inválidos          | 7     | 1,08 / 100,00   | 0,38 |          |     |
| Total                   | Total                    | 648   | 100,00 / 100,00 |      | 9 / 9    |     |
| Eleitorado/Participação | Eleitorado/Participação  | 1 050 | 61,71 / 100,00  | 3,91 |          |     |

#### Pilar da Bretanha
| Partido                 | Partido                  | Votos | %               | +/-  | Mandatos | +/- |
| ----------------------- | ------------------------ | ----- | --------------- | ---- | -------- | --- |
|                         | Partido Socialista       | 247   | 61,14 / 100,00  | 2,61 | 5 / 7    | 1   |
|                         | Partido Social Democrata | 145   | 35,89 / 100,00  | 3,21 | 2 / 7    | 1   |
| Votos Inválidos         | Votos Inválidos          | 12    | 2,97 / 100,00   | 0,60 |          |     |
| Total                   | Total                    | 404   | 100,00 / 100,00 |      | 7 / 7    |     |
| Eleitorado/Participação | Eleitorado/Participação  | 601   | 67,22 / 100,00  | 2,07 |          |     |

#### Ponta Delgada (São José)
| Partido                 | Partido                        | Votos | %               | +/-  | Mandatos | +/-     |
| ----------------------- | ------------------------------ | ----- | --------------- | ---- | -------- | ------- |
|                         | Partido Social Democrata       | 1 110 | 53,08 / 100,00  | 0,02 | 8 / 13   | Estável |
|                         | Partido Socialista             | 636   | 30,42 / 100,00  | 4,67 | 4 / 13   | 1       |
|                         | Iniciativa Liberal             | 132   | 6,31 / 100,00   | Novo | 1 / 13   | Novo    |
|                         | Bloco de Esquerda              | 92    | 4,40 / 100,00   | 0,41 | 0 / 13   | Estável |
|                         | Coligação Democrática Unitária | 39    | 1,87 / 100,00   | 1,13 | 0 / 13   | Estável |
| Votos Inválidos         | Votos Inválidos                | 82    | 3,92 / 100,00   | 0,12 |          |         |
| Total                   | Total                          | 2 091 | 100,00 / 100,00 |      | 13 / 13  |         |
| Eleitorado/Participação | Eleitorado/Participação        | 5 836 | 35,83 / 100,00  | 1,46 |          |         |

#### Ponta Delgada (São Pedro)
| Partido                 | Partido                        | Votos | %               | +/-  | Mandatos | +/-     |
| ----------------------- | ------------------------------ | ----- | --------------- | ---- | -------- | ------- |
|                         | Partido Social Democrata       | 1 371 | 51,10 / 100,00  | 1,88 | 8 / 13   | Estável |
|                         | Partido Socialista             | 845   | 31,49 / 100,00  | 2,82 | 5 / 13   | Estável |
|                         | Iniciativa Liberal             | 140   | 5,22 / 100,00   | Novo | 0 / 13   | Novo    |
|                         | Bloco de Esquerda              | 132   | 4,92 / 100,00   | 0,16 | 0 / 13   | Estável |
|                         | Coligação Democrática Unitária | 58    | 2,16 / 100,00   | 0,24 | 0 / 13   | Estável |
| Votos Inválidos         | Votos Inválidos                | 137   | 5,10 / 100,00   | 0,18 |          |         |
| Total                   | Total                          | 2 683 | 100,00 / 100,00 |      | 9 / 9    |         |
| Eleitorado/Participação | Eleitorado/Participação        | 7 502 | 35,76 / 100,00  | 3,17 |          |         |

#### Ponta Delgada (São Sebastião)
| Partido                 | Partido                        | Votos | %               | +/-  | Mandatos | +/-     |
| ----------------------- | ------------------------------ | ----- | --------------- | ---- | -------- | ------- |
|                         | Partido Social Democrata       | 982   | 58,21 / 100,00  | 0,43 | 6 / 9    | Estável |
|                         | Partido Socialista             | 426   | 25,25 / 100,00  | 6,32 | 3 / 9    | Estável |
|                         | Iniciativa Liberal             | 105   | 6,22 / 100,00   | Novo | 0 / 9    | Novo    |
|                         | Bloco de Esquerda              | 64    | 3,79 / 100,00   | 1,05 | 0 / 9    | Estável |
|                         | Coligação Democrática Unitária | 34    | 2,02 / 100,00   | 0,20 | 0 / 9    | Estável |
| Votos Inválidos         | Votos Inválidos                | 76    | 4,50 / 100,00   | 0,51 |          |         |
| Total                   | Total                          | 1 687 | 100,00 / 100,00 |      | 9 / 9    |         |
| Eleitorado/Participação | Eleitorado/Participação        | 4 259 | 39,61 / 100,00  | 2,26 |          |         |

#### Relva
| Partido                 | Partido                  | Votos | %               | +/-  | Mandatos | +/-     |
| ----------------------- | ------------------------ | ----- | --------------- | ---- | -------- | ------- |
|                         | Partido Social Democrata | 696   | 63,62 / 100,00  | 5,67 | 6 / 9    | Estável |
|                         | Partido Socialista       | 330   | 30,16 / 100,00  | 2,50 | 3 / 9    | Estável |
| Votos Inválidos         | Votos Inválidos          | 68    | 6,21 / 100,00   | 0,51 |          |         |
| Total                   | Total                    | 1 094 | 100,00 / 100,00 |      | 9 / 9    |         |
| Eleitorado/Participação | Eleitorado/Participação  | 2 714 | 40,31 / 100,00  | 1,83 |          |         |

#### Remédios
| Partido                 | Partido                  | Votos | %               | +/-  | Mandatos | +/-     |
| ----------------------- | ------------------------ | ----- | --------------- | ---- | -------- | ------- |
|                         | Partido Socialista       | 308   | 52,56 / 100,00  | 0,62 | 4 / 7    | Estável |
|                         | Partido Social Democrata | 260   | 44,37 / 100,00  | 1,75 | 3 / 7    | Estável |
| Votos Inválidos         | Votos Inválidos          | 18    | 3,08 / 100,00   | 1,13 |          |         |
| Total                   | Total                    | 586   | 100,00 / 100,00 |      | 7 / 7    |         |
| Eleitorado/Participação | Eleitorado/Participação  | 816   | 71,81 / 100,00  | 0,30 |          |         |

#### Rosto do Cão (Livramento)
| Partido                 | Partido                  | Votos | %               | +/-  | Mandatos | +/- |
| ----------------------- | ------------------------ | ----- | --------------- | ---- | -------- | --- |
|                         | Partido Social Democrata | 1 299 | 70,37 / 100,00  | 6,51 | 7 / 9    | 1   |
|                         | Partido Socialista       | 475   | 25,73 / 100,00  | 4,40 | 2 / 9    | 1   |
| Votos Inválidos         | Votos Inválidos          | 72    | 3,90 / 100,00   | 0,09 |          |     |
| Total                   | Total                    | 1 846 | 100,00 / 100,00 |      | 9 / 9    |     |
| Eleitorado/Participação | Eleitorado/Participação  | 4 154 | 44,44 / 100,00  | 0,17 |          |     |

#### Rosto do Cão (São Roque)
| Partido                 | Partido                  | Votos | %               | +/-   | Mandatos | +/- |
| ----------------------- | ------------------------ | ----- | --------------- | ----- | -------- | --- |
|                         | Partido Socialista       | 684   | 47,11 / 100,00  | 18,48 | 5 / 9    | 2   |
|                         | Partido Social Democrata | 659   | 45,39 / 100,00  | 18,46 | 4 / 9    | 2   |
| Votos Inválidos         | Votos Inválidos          | 109   | 7,51 / 100,00   | 3,43  |          |     |
| Total                   | Total                    | 1 452 | 100,00 / 100,00 |       | 9 / 9    |     |
| Eleitorado/Participação | Eleitorado/Participação  | 4 506 | 32,22 / 100,00  | 7,23  |          |     |

#### Santa Bárbara
| Partido                 | Partido                  | Votos | %               | +/-   | Mandatos | +/- |
| ----------------------- | ------------------------ | ----- | --------------- | ----- | -------- | --- |
|                         | Partido Socialista       | 378   | 65,17 / 100,00  | 11,28 | 5 / 7    | 1   |
|                         | Partido Social Democrata | 181   | 31,21 / 100,00  | 12,08 | 2 / 7    | 1   |
| Votos Inválidos         | Votos Inválidos          | 21    | 3,62 / 100,00   | 0,79  |          |     |
| Total                   | Total                    | 580   | 100,00 / 100,00 |       | 7 / 7    |     |
| Eleitorado/Participação | Eleitorado/Participação  | 773   | 75,03 / 100,00  | 0,34  |          |     |

#### Santa Clara
| Partido                 | Partido                 | Votos | %               | +/-  | Mandatos | +/-     |
| ----------------------- | ----------------------- | ----- | --------------- | ---- | -------- | ------- |
|                         | Santa Clara Vida Nova   | 827   | 81,16 / 100,00  | 4,18 | 9 / 9    | Estável |
| Votos Inválidos         | Votos Inválidos         | 192   | 18,84 / 100,00  | 4,18 |          |         |
| Total                   | Total                   | 1 019 | 100,00 / 100,00 |      | 9 / 9    |         |
| Eleitorado/Participação | Eleitorado/Participação | 2 908 | 35,04 / 100,00  | 1,29 |          |         |

#### Santo António
| Partido                 | Partido                  | Votos | %               | +/-   | Mandatos | +/- |
| ----------------------- | ------------------------ | ----- | --------------- | ----- | -------- | --- |
|                         | Partido Social Democrata | 699   | 64,31 / 100,00  | 31,28 | 6 / 9    | 3   |
|                         | Partido Socialista       | 362   | 33,30 / 100,00  | 30,92 | 3 / 9    | 3   |
| Votos Inválidos         | Votos Inválidos          | 26    | 2,39 / 100,00   | 0,36  |          |     |
| Total                   | Total                    | 1 087 | 100,00 / 100,00 |       | 9 / 9    |     |
| Eleitorado/Participação | Eleitorado/Participação  | 1 634 | 66,52 / 100,00  | 7,03  |          |     |

#### São Vicente Ferreira
| Partido                 | Partido                  | Votos | %               | +/-  | Mandatos | +/-     |
| ----------------------- | ------------------------ | ----- | --------------- | ---- | -------- | ------- |
|                         | Partido Social Democrata | 857   | 73,94 / 100,00  | 0,11 | 7 / 9    | Estável |
|                         | Partido Socialista       | 263   | 22,69 / 100,00  | 0,62 | 2 / 9    | Estável |
| Votos Inválidos         | Votos Inválidos          | 39    | 3,36 / 100,00   | 0,52 |          |         |
| Total                   | Total                    | 1 159 | 100,00 / 100,00 |      | 9 / 9    |         |
| Eleitorado/Participação | Eleitorado/Participação  | 2 245 | 51,63 / 100,00  | 0,75 |          |         |

#### Sete Cidades
| Partido                 | Partido                  | Votos | %               | +/-  | Mandatos | +/-     |
| ----------------------- | ------------------------ | ----- | --------------- | ---- | -------- | ------- |
|                         | Partido Socialista       | 397   | 78,93 / 100,00  | 3,84 | 6 / 7    | Estável |
|                         | Partido Social Democrata | 98    | 19,48 / 100,00  | 2,64 | 1 / 7    | Estável |
| Votos Inválidos         | Votos Inválidos          | 8     | 1,59 / 100,00   | 1,20 |          |         |
| Total                   | Total                    | 503   | 100,00 / 100,00 |      | 9 / 9    |         |
| Eleitorado/Participação | Eleitorado/Participação  | 663   | 75,87 / 100,00  | 2,44 |          |         |

| Freguesia                     | 2017-2021 | 2017-2021                | 2017-2021      | 2021-2025 | 2021-2025                | 2021-2025      |
| ----------------------------- | --------- | ------------------------ | -------------- | --------- | ------------------------ | -------------- |
| Ajuda da Bretanha             |           | Partido Socialista       | 56,64 / 100,00 |           | Partido Social Democrata | 50,36 / 100,00 |
| Arrifes                       |           | Partido Socialista       | 84,17 / 100,00 |           | Partido Socialista       | 55,91 / 100,00 |
| Candelária                    |           | Partido Socialista       | 68,72 / 100,00 |           | Grupo de Cidadãos        | 77,72 / 100,00 |
| Capelas                       |           | Partido Socialista       | 66,63 / 100,00 |           | Partido Socialista       | 56,42 / 100,00 |
| Covoada                       |           | Partido Socialista       | 51,70 / 100,00 |           | Partido Socialista       | 59,92 / 100,00 |
| Fajã de Baixo                 |           | Partido Socialista       | 58,43 / 100,00 |           | Partido Socialista       | 59,41 / 100,00 |
| Fajã de Cima                  |           | Partido Social Democrata | 51,70 / 100,00 |           | Partido Socialista       | 51,99 / 100,00 |
| Fenais da Luz                 |           | Partido Social Democrata | 49,19 / 100,00 |           | Partido Social Democrata | 54,67 / 100,00 |
| Feteiras                      |           | Partido Socialista       | 54,00 / 100,00 |           | Partido Socialista       | 56,66 / 100,00 |
| Ginetes                       |           | Partido Socialista       | 49,86 / 100,00 |           | Partido Social Democrata | 55,54 / 100,00 |
| Mosteiros                     |           | Partido Social Democrata | 68,31 / 100,00 |           | Partido Social Democrata | 74,69 / 100,00 |
| Pilar da Bretanha             |           | Partido Socialista       | 58,53 / 100,00 |           | Partido Socialista       | 61,14 / 100,00 |
| Ponta Delgada (São José)      |           | Partido Social Democrata | 53,06 / 100,00 |           | Partido Social Democrata | 53,08 / 100,00 |
| Ponta Delgada (São Pedro)     |           | Partido Social Democrata | 49,22 / 100,00 |           | Partido Social Democrata | 51,10 / 100,00 |
| Ponta Delgada (São Sebastião) |           | Partido Social Democrata | 57,78 / 100,00 |           | Partido Social Democrata | 58,21 / 100,00 |
| Relva                         |           | Partido Social Democrata | 57,95 / 100,00 |           | Partido Social Democrata | 63,62 / 100,00 |
| Remédios                      |           | Partido Socialista       | 51,94 / 100,00 |           | Partido Socialista       | 52,56 / 100,00 |
| Rosto do Cão (Livramento)     |           | Partido Social Democra   | 63,86 / 100,00 |           | Partido Social Democrata | 70,37 / 100,00 |
| Rosto do Cão (São Roque)      |           | Partido Socialista       | 65,59 / 100,00 |           | Partido Socialista       | 47,11 / 100,00 |
| Santa Bárbara                 |           | Partido Socialista       | 53,89 / 100,00 |           | Partido Socialista       | 65,17 / 100,00 |
| Santa Clara                   |           | Grupo de Cidadãos        | 85,34 / 100,00 |           | Grupo de Cidadãos        | 81,16 / 100,00 |
| Santo António                 |           | Partido Socialista       | 64,22 / 100,00 |           | Partido Social Democrata | 64,31 / 100,00 |
| São Vicente Ferreira          |           | Partido Social Democrata | 74,05 / 100,00 |           | Partido Social Democrata | 73,94 / 100,00 |
| Sete Cidades                  |           | Partido Socialista       | 75,09 / 100,00 |           | Partido Socialista       | 78,93 / 100,00 |